# Urtima riksdagen 1918
Urtima riksdagen 1918 ägde rum i Stockholm.
Kungl. Maj:t  kallade i ett öppet brev den 18 oktober 1918 att riksdagens båda kammare skulle sammanträda i urtima riksdag. Den 30 oktober 1918 sammanträdde riksdagens kamrar i riksdagshuset. Riksdagen avslutades den 23 december 1918.